# Ngozumpa Kang I
Der Ngozumpa Kang I, auch Ngojumba Kang oder Ngojumba Kang I, ist ein vergletscherter Gipfel im Himalaya an der Grenze zwischen Nepal und dem autonomen Gebiet Tibet.

## Lage
Der 7916 m (nach anderen Quellen 7946 m oder 7905 m) hohe Ngozumpa Kang I liegt auf dem Berggrat, der den 2,66 km weiter westlich gelegenen Cho Oyu (8188 m) mit dem Gyachung Kang (7952 m, 6 km weiter östlich) verbindet. Ein 7746 m hoher Sattel trennt den Ngozumpa Kang I vom Cho Oyu.
Auf der Südseite des Ngozumpa Kang I erstreckt sich der Ngozumpagletscher. Nach Norden zweigt unterhalb des Ngozumpa Kang I ein niedrigerer Bergkamm ab und führt zum Siguang Ri (7308 m).
Im Jahr 2013 wurde von der nepalesischen Regierung vorgeschlagen, einen Gipfel zu Ehren des Everestbezwingers Tenzing Norgay Tenzing Peak zu benennen. Höhenangabe und Lage weisen darauf hin, dass es sich um den Ngozumpa Kang I handeln könnte.

## Besteigungsgeschichte
Die Erstbesteigung des Ngozumpa Kang I gelang 1965 einer koreanischen Expedition von Süden her über den Ngozumpagletscher. Naomi Uemura und Pemba Tenzing erreichten den Gipfel am 24. April 1965.
Am 22. Mai 1985 folgte eine weitere Besteigung durch die beiden US-Amerikaner Mark Richey and Rick Wilcox.